# Benesse

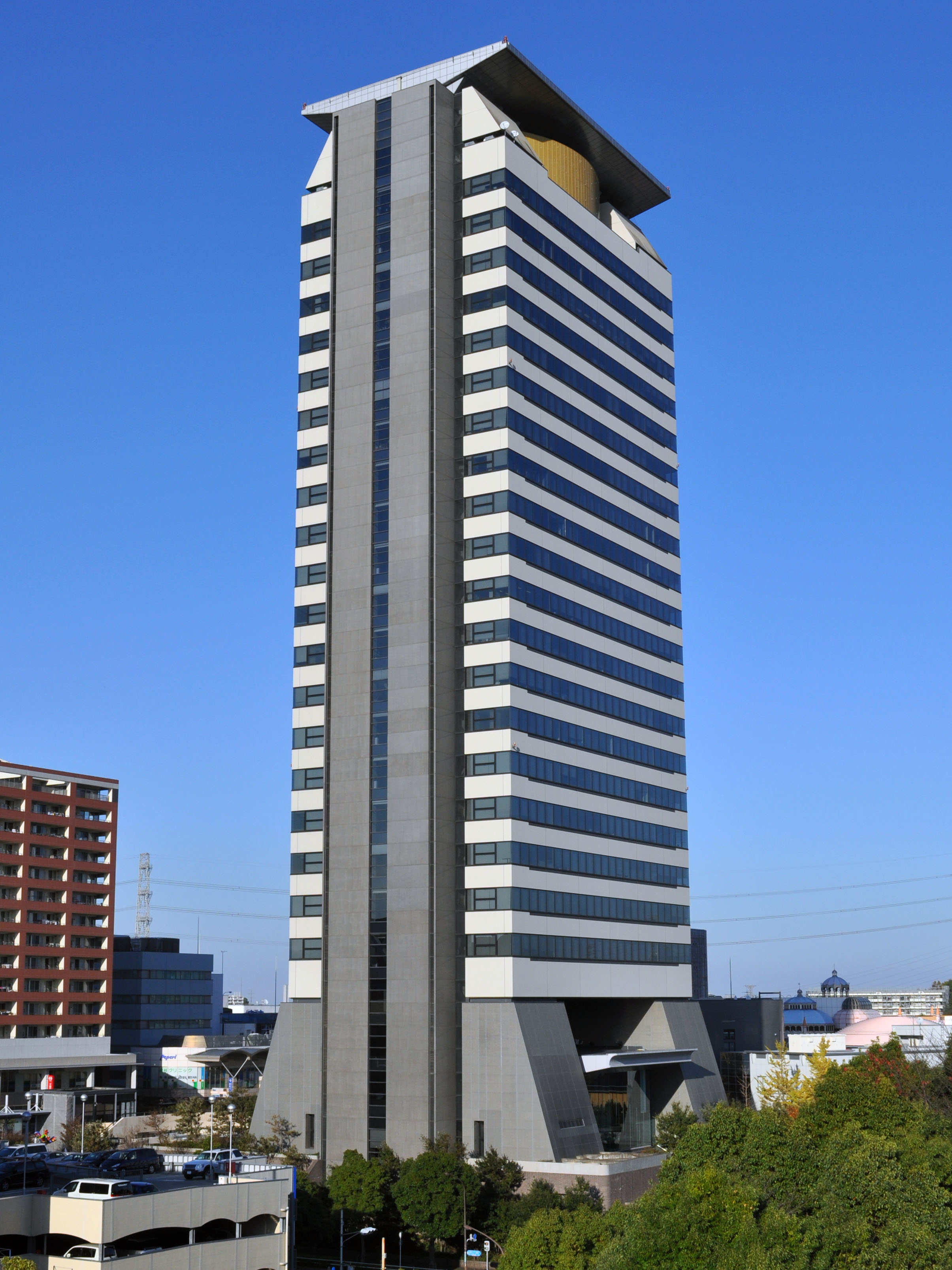
Clădirea corporației Benesse din Tokyo, Japonia.

Benesse Corporation (ベネッセコーポレーション Benesse Kōporēshon?) este o companie japoneză orientată către editarea de cărți și educația prin corespondență, cu sediul în orașul Okayama. Ea este compania părinte a Berlitz Language Schools, care este la rândul ei compania mamă a ELS Language Centres. Benesse este listată la Bursa de Valori din Tokyo (codul listat 9783).

## Originea numelui companiei
Denumirea companiei este derivată din cuvintele latine „bene” (bine) și „esse” (ființă).

## Istoria companiei
Compania a fost fondată în 1955 sub numele de Fukutake Publishing Co., Ltd. (株式会社福武書店 Kabushiki-gaisha Fukutake Shoten?) de Tetsuhiko Fukutake, ca editură de materiale educaționale. În 1986 Soichiro Fukutake a succedat tatălui său în funcția de președinte la moartea acestuia din urmă. În 1994 compania a finalizat construcția clădirii Fukutake Shoten Tokyo (acum Benesse Corporation Tokyo Building) în orașul Tama din zona metropolitană Tokyo. În aprilie 1995 compania a fost redenumită Benesse Corporation.
O evoluție majoră în istoria corporației japoneze Fukutake (ulterior Benesse) a fost achiziționarea începând din 1993 a pachetului majoritar de acțiuni al companiei Berlitz International, care devenise companie publică în 1989. În anul 2001 corporația Benesse a finalizat preluarea, achiziționând toate acțiunile Berlitz și transformând-o din nou într-o companie privată.

## Fundația Benesse
Benesse House este un hotel cu 10 camere, situat în interiorul unui muzeu de artă contemporană de pe insula Naoshima din Marea interioară Seto. Construit în 1992, el este singurul hotel de pe insulă și a fost proiectat în parteneriat cu arhitectul Tadao Ando. A fost construit de Fundația Benesse, care este finanțată de Benesse Corporation.

## Legături externe
- Benesse Corporation Arhivat în 9 decembrie 2011, la Wayback Machine.
- Site-ul oficial ELS